# 前田速夫
前田 速夫（まえだ はやお、1944年10月26日 - ）は、日本の編集者、評論家。

## 来歴
福井県に生まれる。東京大学文学部英米文学科を卒業した。1968年に新潮社に入って文芸編集者となり、初めて担当した作家は武者小路実篤だった。1995年から2003年まで『新潮』編集長を務め、平野啓一郎が持ち込んだ『日蝕』の原稿を一挙に掲載した。この間、1987年に「白山の会」を結成して白山信仰などの研究の場とした。
退社後は法政大学ほかで講師となり、民俗学などの著作を刊行した。2005年に『余多歩き菊池山哉の人と学問』で読売文学賞を受賞した。

## 著書

### 単著
- 『異界歴程』晶文社、2003年（河出書房新社、2016年）
- 『余多歩き菊池山哉の人と学問』晶文社、2004年
- 『白の民俗学へ 白山信仰の謎を追って』河出書房新社、2006年
- 『古典遊歴 見失われた異空間を尋ねて』平凡社、2012年
- 『海を渡った白山信仰』現代書館、2013年
- 『白山信仰の謎と被差別部落』河出書房新社、2013年
- 『辺土歴程』アーツアンドクラフツ、2013年
- 『「新しき村」の百年 〈愚者の園〉の真実』新潮社〈新潮新書〉、2017年11月
- 『北の白山信仰 もう一つの「海上の道」』河出書房新社、2018年11月
- 『海人族の古代史』河出書房新社、2020年11月
- 『谷川健一と谷川雁　精神の空洞化に抗して』冨山房インターナショナル、2022年4月
- 『老年の読書』新潮社〈新潮選書〉、2022年9月
- 『未完のユートピア　新生・新しき村のために』冨山房インターナショナル、2022年12月

### 共編著
- 『日本原住民と被差別部落 菊池山哉考古民俗学傑作選』（編）河出書房新社、2009年
- 『渡来の原郷 白山・巫女・秦氏の謎を追って』（前田憲二・川上隆志と共著）現代書館、2010年
- 『鳥居龍蔵 日本人の起源を探る旅』（編）アーツアンドクラフツ〈『やまかわうみ』別冊〉、2015年
- 『谷川健一 民俗のこころと思想』（編）アーツアンドクラフツ〈『やまかわうみ』別冊〉、2016年